# 재경일보
한국재경신문은 대한민국의 경제 신문이다. 경제일반,증권,부동산,금융,메디컬 등 재테크 및 투자, 비즈니스, 건강을 전문으로 다루고 있다.